# إرنست سميث
إرنست سميث (بالإنجليزية: Ernest Smith)‏  (و. 1914 – 2005 م) هو جندي، ورجل أعمال، من كندا، ولد في نيو ويستمينيستر، كولومبيا البريطانية، ويحمل رتبة عسكرية رقيب، توفي في فانكوفر، عن عمر يناهز 91 عاماً.

## الخدمة العسكرية
خدم في الجيش الكندي.

## جوائز
حصل على جوائز منها:
- صليب فيكتوريا
- ميدالية تتويج الملكة إليزابيث الثانية [الإنجليزية]‏
- وسام الحرب
- Canadian Centennial Medal [الإنجليزية]‏
- 125th Anniversary of the Confederation of Canada Medal [الإنجليزية]‏
- ميدالية اليوبيل الفضي للملكة إليزابيث الثانية [الإنجليزية]‏
- ميدالية اليوبيل الذهبي للملكة إليزابيث الثانية [الإنجليزية]‏
- Canadian Volunteer Service Medal [الإنجليزية]‏
- Italy Star [الإنجليزية]‏
- نيشان كندا من رتبة عضو
- وسام الدفاع
- Order of British Columbia [الإنجليزية]‏
- وسام نجمة 1939–45 [الإنجليزية]‏
- ميدالية القوات الكندية [الإنجليزية]‏.